# 2015年习近平访问越南、新加坡

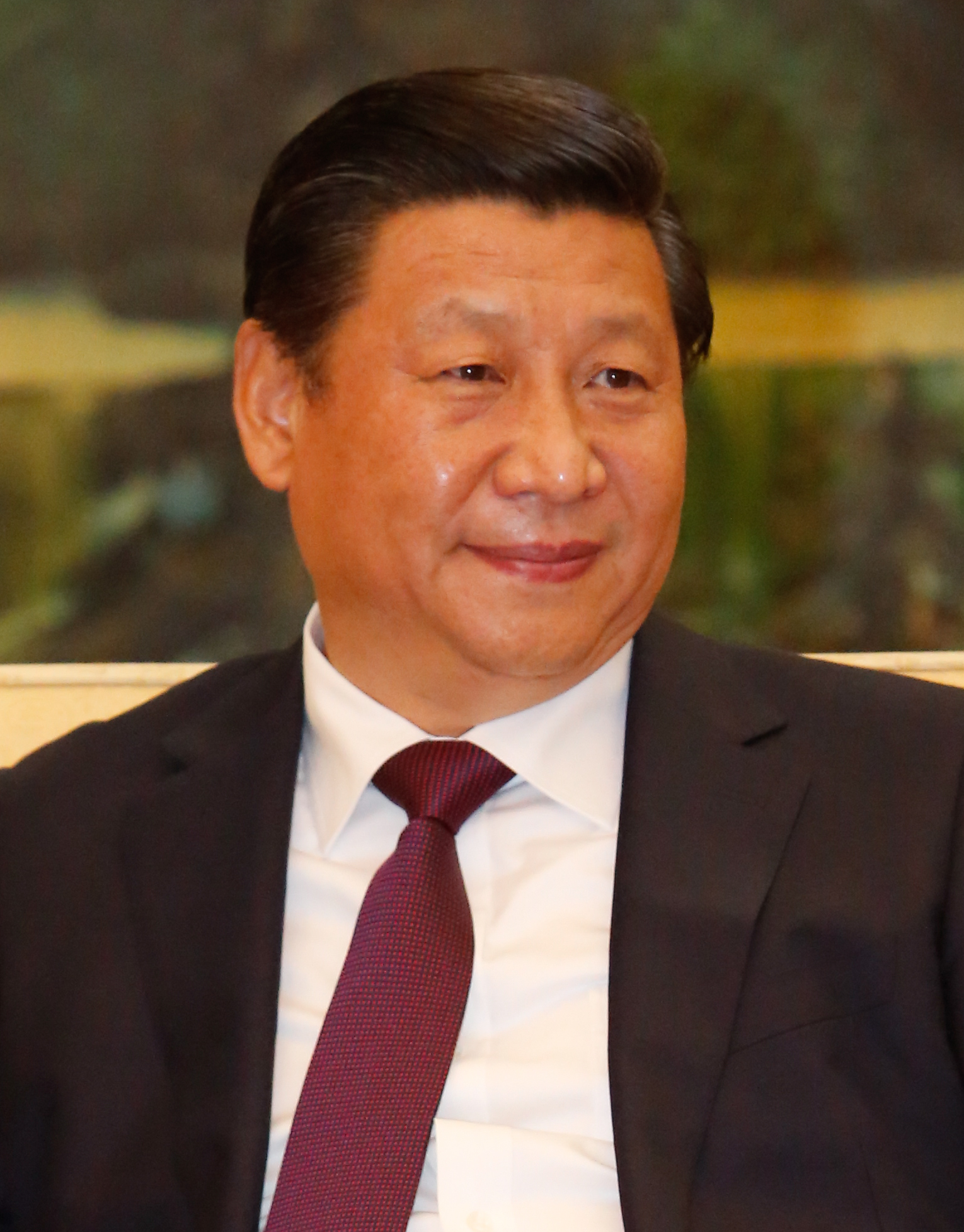
习近平

2015年习近平访问越南、新加坡，是指中共中央总书记、中国国家主席习近平于2015年11月5日至7日对越南社会主义共和国、新加坡共和国进行的国事访问。

## 对越南的访问

### 背景
至2014年，中国已连续十年成为越南最大的贸易伙伴。但自1979年中越战争结束，两国之间形成的紧张关系，随着南海争端日益加重。2014年5月越南爆发的大规模排华暴动中，中国政府指责越南政府操纵并纵容越南民众对中国企业、人员实行暴行。

### 访问前
此次访问是应越共中央总书记阮富仲、越南国家主席张晋创邀请。这是中国共产党最高领导人近十年来的首次访问越南，同时实现中越两国最高领导人年内互访。因越南与中国同属社会主义国家，习近平即以党总书记和国家主席的双重身份访问越南。

### 行程

#### 11月5日
- 习近平抵达河内后，越共中央总书记阮富仲举行欢迎仪式，仪式上鸣放21响礼炮，两人会谈。
- 习近平会见越南政府总理阮晋勇。
- 阮富仲和越南国家主席张晋创在河内国际会议中心举行欢迎晚宴，习近平携夫人彭丽媛出席。

#### 11月6日
- 上午，习近平和阮富仲共同会见中越青年代表，习近平发表致辞。
- 下午，习近平在越南国会发表题为《共同谱写中越友好新篇章》的演讲。
- 习近平与越南国家主席张晋创举行会谈。

## 对新加坡的访问

### 緣起
这是自2010年新中慶祝建交20週年以来，時任中华人民共和国副主席的習近平曾到訪新加坡。因此，這是他闊別五年後再次訪新，也是他首次以中國國家元首身份到訪。
中新兩國在1990年10月3日正式建立外交關係，兩國元首於2014年同意以高層互訪方式慶祝建交。新加坡總統陳慶炎在2015年7月已對中华人民共和国做了國事訪問。
應新加坡共和國總統陳慶炎的邀請，中華人民共和國主席習近平于2015年11月6日至7日對新加坡進行國事訪問。

### 行程与访问成果

#### 11月6日
11月6日下午5時30分许，適逢中新建交25周年，习近平專機自越南飛抵新加坡樟宜機場，有紅地毯迎接，到機場接機的是新加坡副總理兼財政部長尚達曼。隨後便开始在新加坡的国事访问。

#### 11月7日
- 上午，習近平在中國文化中心主持揭牌儀式後，接著到新加坡国立大学发表了题目为《深化合作伙伴关系 共建亚洲美好家园》的演講。
- 上午，中華人民共和國和新加坡共和國在新加坡發表《中華人民共和國和新加坡共和國關於建立與時俱進的全方位合作夥伴關係的聯合聲明》。
- 在新加坡總理李顯龍夫妇的陪同下，习近平夫妇在新加坡植物园出席为胡姬花新品种命名仪式。依照新加坡政治传统，新花品种命名为“习近平—彭丽媛兰花”（Papilionanda Xi Jinping-Peng Liyuan）[2]。
- 中午，習近平夫妇與李氏夫妇在新加坡植物园内的餐馆Corner House進行私人午宴。
- 下午三點，在新加坡香格里拉大酒店與中華民國總統馬英九展開了两岸领导人会面。
- 晚上8時，習近平專機起飛離開新加坡樟宜機場，返回北京[3][4]。

### 影響
- 加強兩地之間的跨境人民幣流動及資本市場聯繫。
- 新加坡的銀行可向重慶地區的企業進行人民幣貸款業務，重慶地區的企業亦可到新加坡發行人民幣債券。
- 人民幣合格境外機構投資者(RQFII)額度將由500億元人民幣倍增至1,000億元。
- 深入推進一帶一路。